# Yoshikazu Ono
Pour les articles homonymes, voir Ono.
Yoshikazu Ono est un karatéka japonais surtout connu pour avoir obtenu plusieurs médailles lors de grands rendez-vous internationaux.

## Palmarès
- 1975 :
  -  Médaille d'argent en kumite par équipe aux championnats du monde de karaté 1975 à Long Beach, aux États-Unis[1].
- 1980 :
  -  Médaille d'argent en kumite masculin individuel - 65 kg aux championnats du monde de karaté 1980 à Madrid, en Espagne[2].
- 25 juillet 1981 :
  -  Médaille d'or en kumite masculin individuel - 65 kg aux Jeux mondiaux à Santa Clara, aux États-Unis[3].